# Simutrans

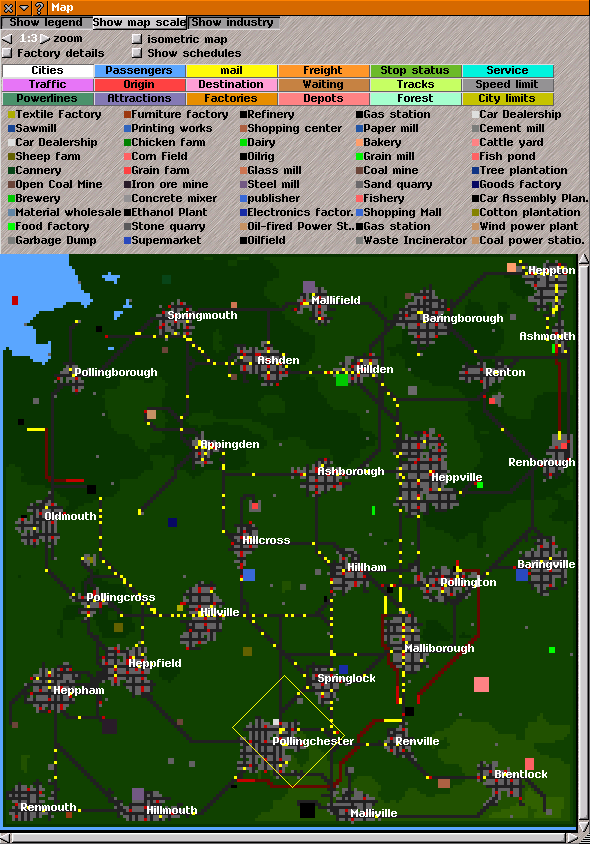
Карта Simutrans 101

Simutrans — кросплатформна гра з відкритим сирцевим кодом, у якій головним завданням гравця є побудова успішної системи для транспортування вантажів, пошти та пасажирів між різними пунктами. Як і OpenTTD, Simutrans є ремейком Transport Tycoon. Початкову версію гри написав Ханьорг Малтанер (нім. Hansjörg Malthaner), а зараз гру підтримує і розвиває невелика спільнота, яка виправляє помилки та додає в гру нові можливості.
Гра Simutrans безкоштовно доступна для операційних систем Microsoft Windows, Linux, BeOS, Mac OS, Android. Гру перекладено багатьма мовами, включно з українською.

## Огляд і функції
Основною метою гри Simutrans є забезпечення ефективної транспортної системи для перевезення пасажирів, вантажів та пошти з пункту відправлення до пункту призначення якнайшвидше та з мінімальною кількістю транспорту в ланцюжку. Необхідно постійно розвивати свою компанію і не допустити її банкрутства.
У Simutrans є ряд виробничих ланцюжків, які з'єднані з іншими ланцюжками. Наприклад, вугільна шахта виробляє вугілля для вугільних електростанцій, а нафтова вежа виробляє нафту для нафтових електростанцій. Постачання електроенергії дозволяє збільшити виробництво. Пасажири можуть подорожувати між різними містами та туристичними пам'ятками, пересідаючи при цьому з одного виду транспорту на інший.
Нині[коли?] в Simutrans може бути до 6 комп'ютерних суперників. Місцевість у грі вільно змінюється. У грі відбуваються зміни дня та ночі, а також пір року. У Simutrans існують практично всі види транспорту: автобуси, вантажівки, поїзди, кораблі, літаки, монорейкові дороги, трамваї.

### Види транспорту
- Вантажівка. Переміщається дорогами, перевозить невелику кількість вантажу (крім пасажирів), дешева, прибутку приносить небагато, кінцевими точками маршруту є зупинки для вантажівок.
- Автобус. Переміщається дорогами, перевозить невелику кількість пасажирів, дешевий, прибутку приносить небагато, кінцевими точками маршруту є автобусні зупинки.
- Трамвай. Переміщається рейками, перевозить невелику кількість пасажирів, дешевий, прибутку приносить небагато, кінцевими точками маршруту є трамвайні зупинки.
- Поїзд. Переміщається по рейках, може перевозити найбільшу кількість вантажу та пасажирів, має середню ціну, приносить найбільший прибуток, як кінцевими точками маршруту є вокзали.
- Літак. Переміщається повітрям; місткість залежить від моделі; найдорожчий, приносить середній прибуток, кінцевими точками маршруту є аеропорти.
- Корабель. Переміщається по воді, перевозить багато вантажу, не дуже дорогий, приносить середній прибуток, кінцевими точками маршруту є доки.
- Монорейка. Переміщається магнітними рейками, має швидкість до 160 км/год, а маглев — до 400 км/год.

### Види вантажів
У грі є кілька видів вантажів (найвигіднішим є перевезення пасажирів). На відміну від Transport Tycoon, для різних типів вантажів використовуються різні транспортні засоби. Вантажі поділяються на кілька груп (сипкі вантажі, поштучні товари тощо). Ось деякі види вантажів:
- Пасажиры
- Пошта
- Вугілля
- Залізна руда
- Сталь
- Автомобілі
- Нафта
- Газ
- Пластик
- Книги
- Папір
- Деревина
- Дошки
- Меблі
- Зерно
- Молоко
- Борошно
- Риба
- Бавовна
- Одяг
- Консерви
- Худоба
- Пісок

## Налаштування
Для запуску гри потрібні виконуваний файл Simutrans і пакунок графіки, який містить об'єкти гри. Протягом кількох років створено багато наборів графіки.
Гру Simutrans можна легко розширити та змінити. Прості зміни можна зробити відредагувавши конфігураційний файл. Оскільки об'єкти в грі складаються з простого зображення та файлу з коротким описом, дуже легко додавати в гру будинки, поїзди та інші об'єкти. Гравець також може додати карту або список міст.

## Критика
Американський сайт GameDaily вважає Simutrans однією з найкращих безкоштовних ігор, підкреслюючи логічну систему маршрутизації пасажирів і вантажів до місця призначення, гідних противників, підтримку набору правил. Проте, гру критикували за не завжди правильний пошук шляхів для транспортних засобів, особливо коли є альтернативні маршрути.